# Annette Kouamba Matondo
 (février 2024).
Pour les articles homonymes, voir Matondo.
Annette Kouamba Matondo est une réalisatrice, journaliste et blogueuse de la République du Congo,. Elle occupe le poste de rédactrice en chef au sein du journal La Nouvelle République, basé à Brazzaville. Son premier long métrage, intitulé « On n'oublie pas, on pardonne », rend hommage aux 353 réfugiés disparus en 1999 au port de Brazzaville.
L'actrice Sylvie Dyclos-Pomos a écrit une pièce de théâtre inspirée par cet événement.
Le titre utilise une expression associée à Nelson Mandela. Le film a été décrit par la cinéaste Beti Ellerson comme «cathartique». Son deuxième film, De quoi avons-nous peur ?, aborde la question de la censure et de l'autocensure dans le journalisme. Enfin, avec son troisième film intitulé Au-delà de la souffrance, Annette Kouamba Matondo met en lumière l'explosion survenue le 4 mars 2012 dans un dépôt de munitions à Mpila.

## Filmographie
- 2010 : On n'oublie pas, on pardonne[6]
- 2010 : De quoi avons-nous peur ?[3]
- 2012 : Au-delà de la souffrance

## Prix
- 2010 : Meilleur documentaire - De quoi avons-nous peur ? - Festival Tazama[7]
- 2010 : Prix du public - On n'oublie pas, on pardonne - Festival Ciné Sud de Cozes[1]